# 岩手開發鐵道
岩手開發鐵道株式會社（日语：／）是一家總部位於岩手縣大船渡市的貨運鐵路公司。現時鐵路公司只專注營運貨運業務，在1992年（平成4年）3月前曾經設有客運業務。
太平洋水泥擁有8成以上的股分，成為主要股東。當初成立時大船渡市等當地自治體也有出資，成為第三部門的鐵路公司。公司改加盟日本民營鐵道協會（成為協會中唯一純粹經營貨運事業的公司，也是唯一岩手縣的公司）。

## 業務
以盛站作為起點，公司設有全長11.5公里的日頃市線、赤崎線。主要業務是運送大船渡市內陸大船渡礦山出產的石灰石前往同市赤崎町的太平洋水泥大船渡工場。在2010年度的貨物運輸量為195萬公噸，在私鐵中此公司運輸量比較多。但是以1990年代前的運送量（一年400萬公噸）比較已經減少一半。
在1986年（昭和61年）起，公司設有租賃巴士業務，現時巴士事業由子公司負責。

## 歷史
岩手開發鐵道是為了振興當地經濟和開發森林資源而成立。當時設有計劃建設鐵路連接盛站至釜石線平倉站之間，後來由於太平洋戰爭的關係使工程中斷。而日頃市線盛至日頃市之間的鐵路線在戰後的1950年（昭和25年）才開通。
當初公司的貨運和客運業績不理想。後來赤崎線盛至赤崎之間和日頃市線日頃市至岩手石橋之間開通，開始運送石灰石至小野田水泥（現時：太平洋水泥）大船渡工場後，經營得到改善。但是以客運業績來說，在日本全國私鐵仍然是最低，最後更於1992年（平成4年）結束客運業務。
- 1939年（昭和14年）
  - 6月7日：取得盛 - 平倉之間 (29.1公里) 的建設鐵路許可（發起人為總代岩手縣知事雪澤千代治）[4]。
  - 8月17日：岩手開發鐵道成立[5]。股東有岩手縣、日本製鐵（日语：日本製鐵）、RASA工業、東北興業、東北振興化學和東北水泥[6]。
- 1950年（昭和25年）10月21日：日頃市線 盛 - 日頃市之間開通。
- 1957年（昭和32年）6月21日：赤崎線 盛 - 赤崎之間開通（只限貨運）。
- 1960年（昭和35年）6月21日：日頃市線 日頃市 - 岩手石橋之間開通。開始向大船渡工場運送石灰石。
- 1972年（昭和47年）7月：不再與國鐵進行聯絡運輸[7]。
- 1976年（昭和51年）5月4日： 鐵路建設許可失效（岩手石橋 - 平倉之間）[8]
- 1986年（昭和61年）4月：開設租賃巴士業務[7]。
- 1992年（平成4年）4月1日：日頃市線的客運業務終止[3]。
- 1996年（平成8年）2月：開發觀光巴士株式會社成立，租賃巴士事業轉讓給該公司[7]。
- 2007年（平成19年）10月：開發運輸株式會社收購開発觀光巴士[7]。
- 2011年（平成23年）
  - 3月11日：東日本大地震引發的海嘯代赤崎線受損。
  - 11月7日：赤崎線重開。

## 路線
| 中文線名 | 日文線名 | 起點 | 終點     | 距離（公里） |
| -------- | -------- | ---- | -------- | ------------ |
| 日頃市線 |          | 盛   | 岩手石橋 | 9.5          |
| 赤崎線   |          | 盛   | 赤崎     | 2.0          |

上述兩線都是貨運路線。日頃市線和赤崎線的軌距都是1,067毫米，單線和非電氣化。雖然設有兩條路線，但是列車會互相直通運輸。截至2007年，一日設有13個往返班次。

## 車輛

### 現役車輛
截至2007年（平成19年），公司設有牽引貨運列車的DD56形柴油機車共4架，運送石灰石的HoKi100形貨車共45架，總數49架。
DD56形 (DD5651 - 5653)
在1968年（昭和43年）至1973年（昭和47年）之間由新潟鐵工所，這些車輛是中央駕駛室式柴油機車。風格與國鐵DD13形近似。當初車輛型號為DD53形，當時車輛淨重53公噸。在1979年（昭和54年），機車引擎由DMF31SB(500ps/1500rpm)更換為DMF31SBI(600ps/1500rpm)，使車輛淨重變為56公噸，同時型號也變為DD56。在1993年（平成5年）至1997年（平成9年）之間，提高可靠性，機車引擎再更換為直噴式的DMF31SDI（600ps）。
DD56形 (DD5601)
在DD53形（當時）進行車輛檢査時保持運輸能力。在1977年（昭和52年）6月引入由新潟鐵工所製造的中央駕駛室式柴油機車。當時機車引擎使用了2台DMF31SBI(600ps/1500rpm)。在1995年（平成7年）12月把引擎更換為直噴式DMF31SDI(600ps)。
HoKi100形 (101・102、105 - 107、109 - 114、116・119 - 138、140 - 152)
為了運送石灰石前往小野田水泥大船渡工場，引入了新製可承載35公噸的貨車（漏斗車）。在1960年（昭和35年）引入了13架，在2000年（平成12年）前也有增備。車輛與日本國鐵SeKi3000形貨車屬同一設計。貨車特徴是兩側下部分卸載的閘門為電動式（國鐵SeKi3000是手動式）。在1996年（平成8年）起，為了簡化維護，轉向架更換為TR213C形、TR225形。

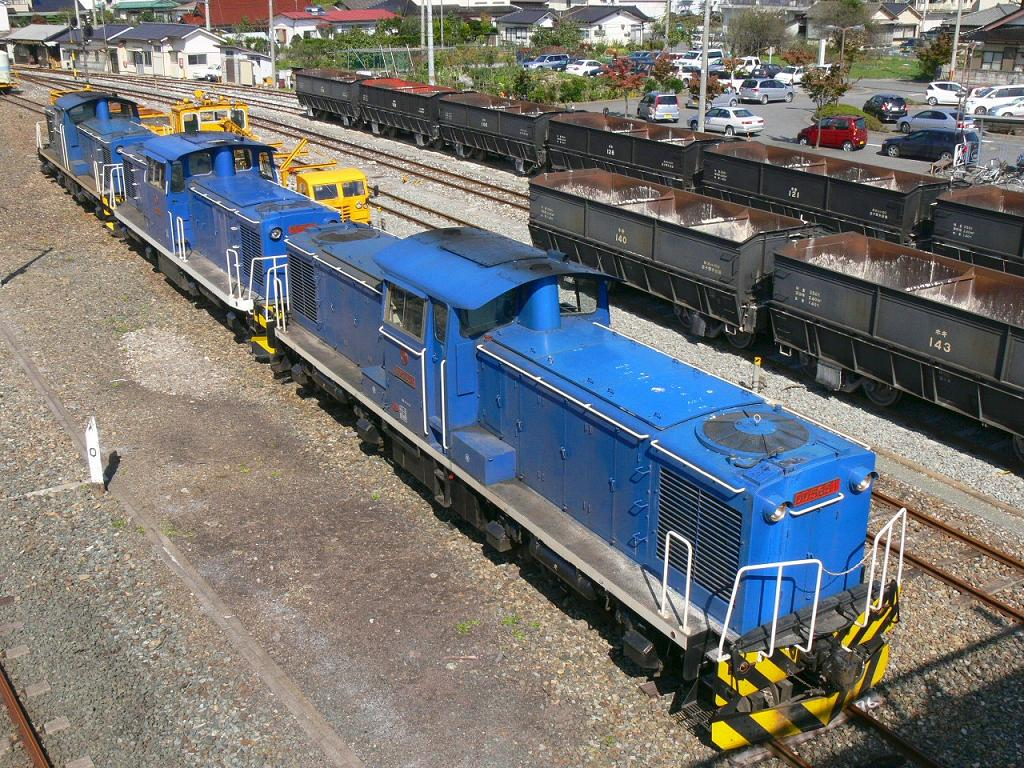
DD56形5651、5601、5653號機 （2006年 盛站）
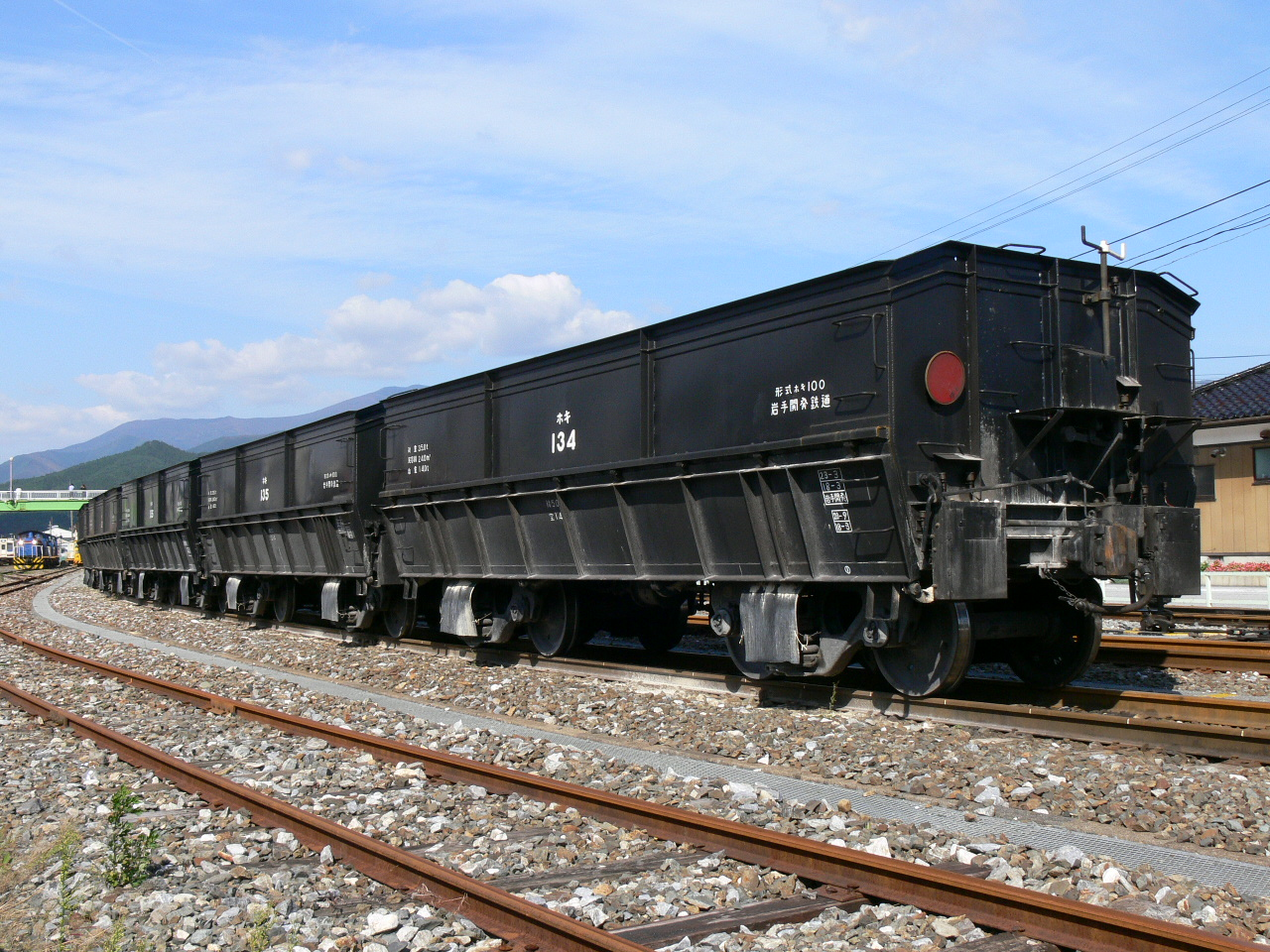
HoKi100形（2006年 盛站）

### 已退役車輛
KiHa202
在1968年（昭和43年）由新潟鐵工所製造的柴油列車。為全長12米，只有2扇門的小型車輛。當時用作行走盛至岩手石橋之間的載客列車。在1992年（平成4年）4月停止客運業務後，曾經短暫用作調度車輛，後來一直放置直至1997年（平成9年）3月退役。退役後停泊在盛站內。在2002年（平成14年）2月於長安寺站的側線拆毀。
KiHa301
詳情參見「夕張鐵道KiHa200形柴油列車」
從夕張鐵道在1975年（昭和50年）轉讓過來。在旅停止客運業務後售賣給別人，但是最後沒有交付，該車輛在2001年（平成13年）7月於長安寺站的側線拆毀。
DB15形 (DB1511)
在1957年（昭和32年）由新三菱重工業製造，為岩手開發鐵道最初的L形柴油機車。在1973年（昭和48年）退役。
DC38形 (DC3821)
在1973年（昭和48年）退役。
DD38形 (DD3831 - 3832)
在1960年（昭和35年）由東洋工機製造的中央駕駛室式柴油機車。在DD53形引入前為主力機車型號。在1974年（昭和49年）退役。
DD43形 (DD4341)
在1963年（昭和38年）由東洋工機製造的中央駕駛室式柴油機車。此型號的機車較多故障。在1985年（昭和60年）退役。

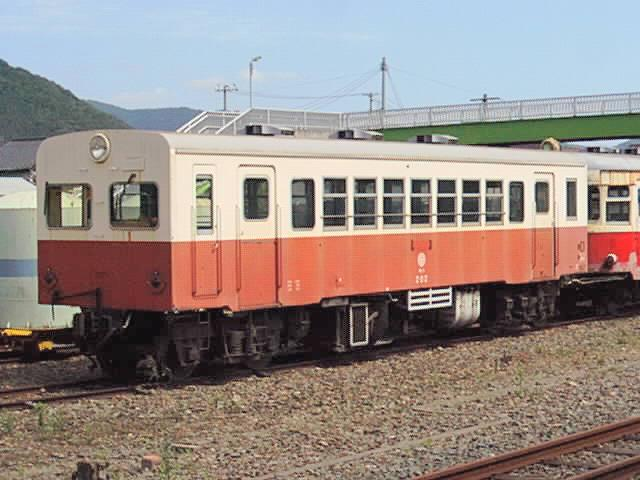
KiHa202。右後方為KiHa301。
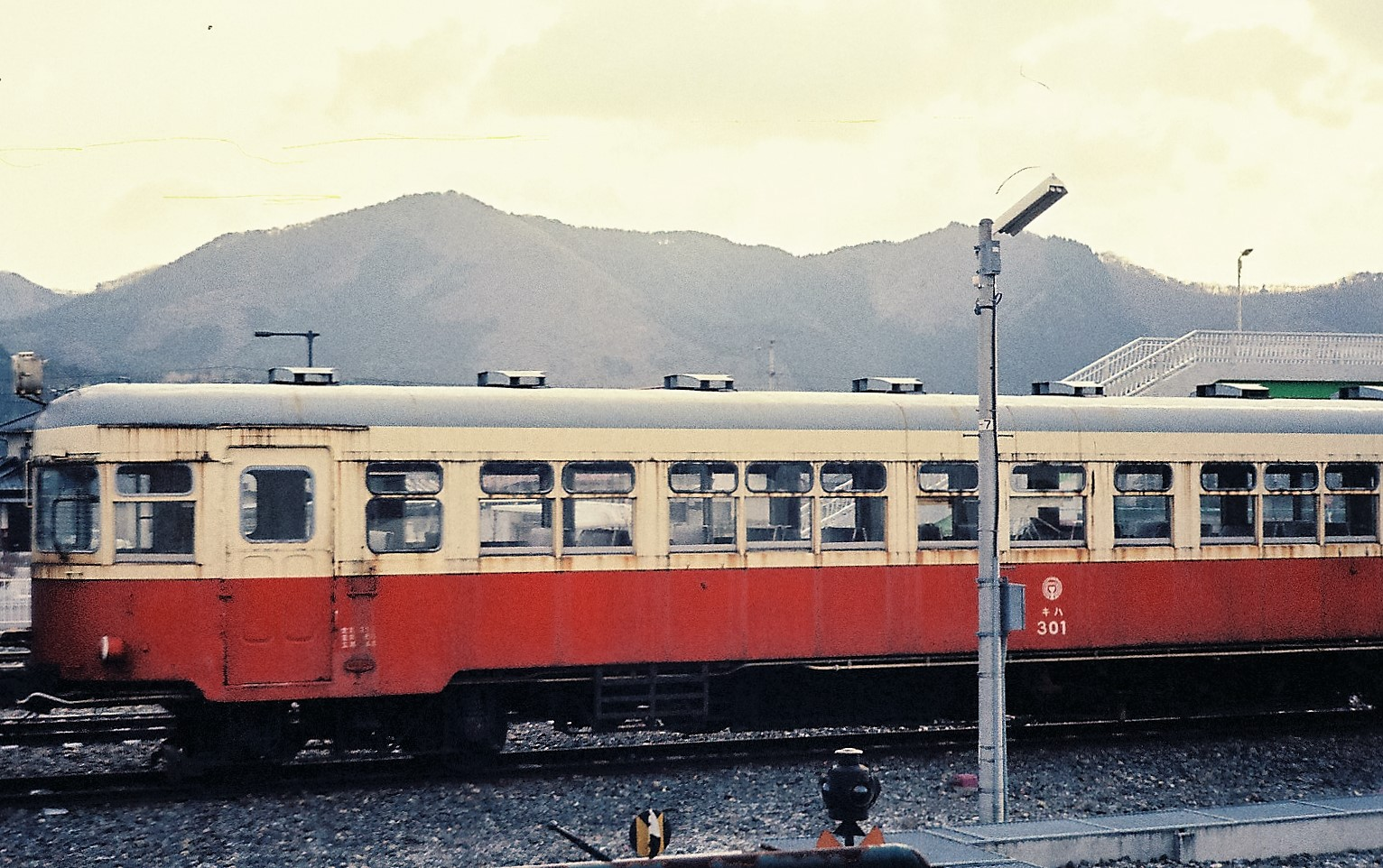
KiHa301（盛站，1992年2月19日）
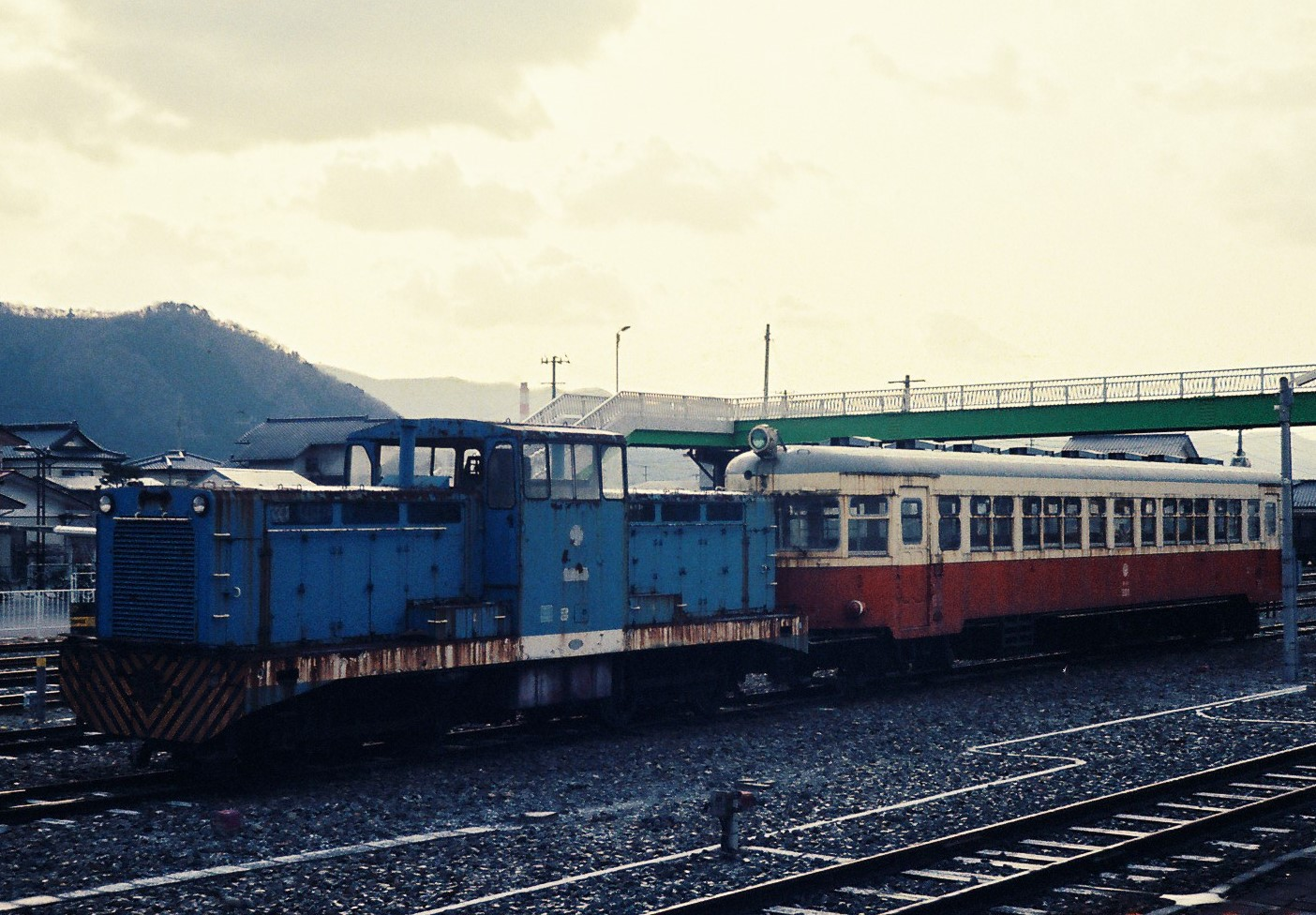
停泊中的DD43形，後方為KiHa301（盛站，1992年2月19日）

## 相關公司
- 岩手開發產業株式會社
- 開發運輸株式會社
- 開發輪胎株式會社
- 株式會社海發綜合設備

## 注腳
1. 1 2 3 4 5 6 7  鐵道統計年報平成29年度版 - 國土交通省
2. ↑  令和元年度鐵道要覧
3. 1 2 3 4 5 6 7 8 9 10 11  斎藤 2007，第180頁.
4. ↑  「鉄道免許状下付」《官報》1939年6月21日（國立國會圖書館數碼化收藏）
5. ↑  《地方鉄道及軌道一覧. 昭和18年4月1日現在》（國立國會圖書館數碼化收藏）
6. ↑  《帝国銀行会社要録. 昭和15年(28版)》（國立國會圖書館數碼化收藏）
7. 1 2 3 4   (PDF). みんてつ (日本民営鉄道協会). 2020, 72 (冬号): 11  [2021-10-15]. （原始内容 (PDF)存档于2022-06-01） （日语）.
8. ↑  《日本のローカル私鉄》40頁
9. 1 2 3 4 5 6  斎藤 2007，第181頁.
10. 1 2  
藤岡雄一. . 鐵道畫刊 (電氣車研究會). 1996年5月.
11. ↑  . RAIL FAN (鉄道友の会). 2002年3月号, 49 (3): 20 （日语）.

## 外部連結
- 岩手開發鐵道株式會社 （页面存档备份，存于）（日語） - 官方網站